# Rudolf Kučera (Politikwissenschaftler)
Rudolf Kučera (* 10. April 1947 in Prag; † 15. Januar 2019 ebenda) war ein tschechischer Politikwissenschaftler.

## Leben
Rudolf Kučera studierte Philosophie und Geschichte und war ab 1970 wissenschaftlicher Mitarbeiter am Institut für Philosophie und Soziologie der Tschechoslowakischen Akademie der Wissenschaften. 1978 wurde er wegen seiner Mitarbeit an der Charta 77 entlassen und musste in den 1980er Jahren mehrere Jahre als Bauarbeiter arbeiten. In dieser Zeit veranstaltete er Wohnungsseminare und gründete die Sektion Böhmen und Mähren der Paneuropa-Union, deren langjähriger Präsident er war. Gleichzeitig war er Gründer und Chefredakteur der Zeitschrift Střední Evropa (Mitteleuropa), die ab 1984 im Samizdat erschien. Ab 1989 durfte er sich wieder der Forschung und Lehre widmen und wurde bereits 1990 Inhaber des Lehrstuhls für Politologie der neugegründeten Sozialwissenschaftlichen Fakultät der Karls-Universität Prag. Dort begründete er den Studiengang Politologie und habilitierte sich 1991 als erster Politologe der Tschechoslowakei. Von 1993 bis 2012 war er Direktor des Instituts für politologische Studien der Karls-Universität Prag.
Von 2001 bis 2004 betreute Kučera den CSU-Politiker Andreas Scheuer bei dessen schriftlicher Arbeit für den kleinen Doktorgrad. Die  Qualität dieser von Kučera positiv beurteilten Abschlussarbeit Scheuers wurde in den Medien kritisiert.
Vorlesungen hielt Kučera ab 2006 auch an der Universität von Ústí nad Labem, wo er am Aufbau des Studienganges Politische Philosophie mitwirkte. An der Philosophischen Fakultät dieser Universität war er Mitglied des wissenschaftlichen Rates und Stellvertretender Leiter des Lehrstuhls für Politologie und Philosophie. In den letzten Jahren seines Lebens lehrte er zeitweise auch am CEVRO Institute in Prag am Lehrstuhl für Politologie und internationale Beziehungen.
Daneben war er als Berater für die beiden konservativen Parteien KDU-ČSL und US-DEU tätig. Kučera stand der Sudetendeutschen Landsmannschaft nahe und trat für eine Revision der Beneš-Dekrete ein. Er war Mitglied des Wissenschaftlichen Beirates der Stiftung Zentrum gegen Vertreibungen.

## Ehrungen und Auszeichnungen
- 2009: Ritterkreuz zum Ungarischen Verdienstorden für seine Tätigkeit in Forschung und Lehre.
- 2007: Preis der Dekanin der Philosophischen Fakultät der Jan-Evangelista-Purkyně-Universität Ústí nad Labem für seinen Beitrag zur Entwicklung und Darstellung der Fakultät

## Schriften
- Mit Miloslav Vlk: Wird Europa heidnisch? Sankt Ulrich, 2000, ISBN 3-929246-42-2
- Geistige Grundlagen der EU-Erweiterung – zivile Leitkultur für ganz Europa. Vortrag im TIFIB, Tabor-Meschitz am 31. August 2002 (deutsch und tschechisch). Tschechisches Institut für Internationale Begegnung (TIFIB), Herbia, Böhmisch Budweis 2002, ISBN 80-239-1008-6.